# 懷姓
怀姓是中文姓氏之一，在《百家姓》中排第268位。在现代是极罕见的姓氏。

## 起源
怀姓有多种来源：
1. 出自上古姓氏，以部落名为姓。上古炎帝神农时期，中原地区存在一个名为无怀氏的部落，其后代即是以部落名为姓。
2. 周朝初年，周成王封其弟叔虞为唐侯，并将商的遗民“怀姓九宗”赐予给他，这怀姓九宗的后代便是以怀为姓。
3. 出自子姓，宋微子之后。据《路史》所载，宋微子的后代有以怀为姓者。
4. 出自姬姓，后以封地名为氏。《乐史》载：管蔡废绌，封康叔为怀侯于此，即为卫，后迁河内，晋于是启南阳，狄伐晋者怀者，覃怀也。《竹书纪年》载：秦伐晋，围怀。其后以封地为姓。
5. 出自芈姓，楚怀王的后裔以其谥号为氏。
6. 以地名为姓，春秋时郑国有大夫封于怀邑（今河南武陟县西南），其后代即以封邑为姓。[注释 1]
7. 由戴姓而改。《弇山堂别集》载：明太监怀恩原姓戴后改怀，取名恩。

## 郡望
- 河内郡：楚汉之际置，今为河南境内黄河北岸一带。

## 脚注
1. ↑  一说郑国的怀就是叔虞受封之地。

## 延伸阅读
[在维基数据编辑]
 《百家姓》
 《欽定古今圖書集成·明倫彙編·氏族典·懷姓部》，出自陈梦雷《古今圖書集成》